# Чайка-2

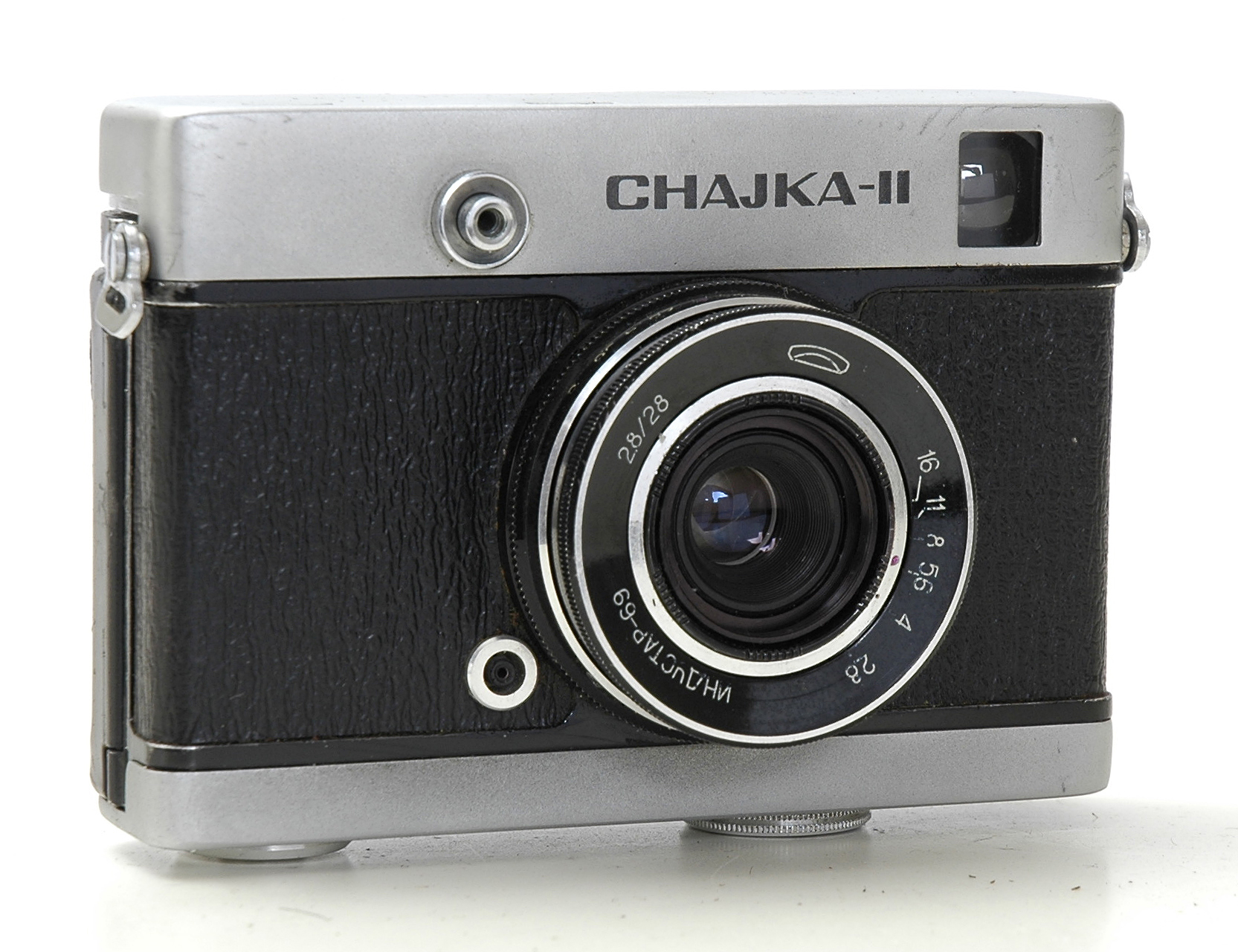
"Chajka II" экспортный вариант

«Чайка-2» — советский шкальный полуформатный фотоаппарат. Вторая модель из одноимённого семейства.
Выпускался в 1967—1972 годах Минским механическим заводом имени С. И. Вавилова (Белорусское оптико-механическое объединение).
От первой «Чайки» отличается съёмным объективом и изменённым внешним видом. Крепление резьбовое М39×1, однако рабочий отрезок 27,5 мм, а не 28,8 мм.
Причина появления съёмного объектива на полуформатном фотоаппарате неизвестна, сменная оптика не выпускалась, планировалось ли производство — неизвестно. Объективы от дальномерных камер «ФЭД» и «Зоркий» к «Чайкам» (и наоборот, от «Чаек» к «ФЭДам» и «Зорким», появляется виньетирование) не подходят (кольцо толкателя рычага дальномера на объективе упирается в диск, за которым размещаются детали центрального затвора), а также не соответствует рабочий отрезок. В некоторых случаях можно было установить переделанный «дальномерный» объектив.
В условиях дефицита на фотокамеры со съёмным объективом данной возможностью воспользовались советские фотолюбители. Так, в 70-е — 80-е гг. в журналах «Советское фото» и «Моделист-конструктор» публиковались таблицы для использования фотоаппаратов «Чайка» с удлинительными кольцами для микрофильмирования, на одной плёнке умещались 72 страницы при съёмке разворота книги, а чтение осуществлялось с помощью недорогого детского фильмоскопа.
«Чаек» второй модели выпущено 1.250.000 экз.

## Технические характеристики
- Тип — шкальный полуформатный фотоаппарат.
- Тип применяемого фотоматериала — плёнка типа 135 в стандартных кассетах.
- Размер кадра — 18×24 мм.
- Корпус — металлический, с откидной задней стенкой.
- Курковый взвод затвора и перемотка плёнки, несъёмная приёмная катушка.
- Спусковая кнопка на передней панели камеры, совмещена с резьбой под спусковой тросик.
- Объектив — «Индустар-69» 2,8/28. Присоединительная резьба — М39×1, рабочий отрезок 27,5 мм. Диаметр резьбы под светофильтр — М22,5×0,5 мм.
- Фотографический затвор — центральный залинзовый, пятилепестковый, значения выдержек от 1/30 до 1/250 с и «В»[1].
- Синхроконтакт «X», обойма для крепления фотовспышки отсутствует, крепление на дополнительный кронштейн-планку (входила в комплект фотовспышки или приобреталась отдельно).
- Наводка на резкость по шкале расстояний.
- Видоискатель оптический телескопический с увеличением 0,45×.
- При оттягивании головки обратной перемотки плёнки счётчик кадров сбрасывается и происходит разблокировка транспортирующего зубчатого валика. На головку обратной перемотки нанесена шкала-памятка светочувствительности и типа применяемой фотоплёнки.
- Резьба штативного гнезда 1/4 дюйма.

## Применение объектива «Индустар-69» на современных фотоаппаратах
Объектив «Индустар-69» от фотоаппаратов «Чайка-2» может использоваться на современных беззеркальных фотоаппаратах с матрицей размером не более APS-C с помощью переходника M39×1/28,8 на соответствующий байонет. Из-за нестандартного рабочего отрезка объектива Индустар-69 (27,5 мм против 28,8 мм) при этом теряется возможность фокусировки на бесконечность, что решается путём доработки механики объектива в домашних условиях.

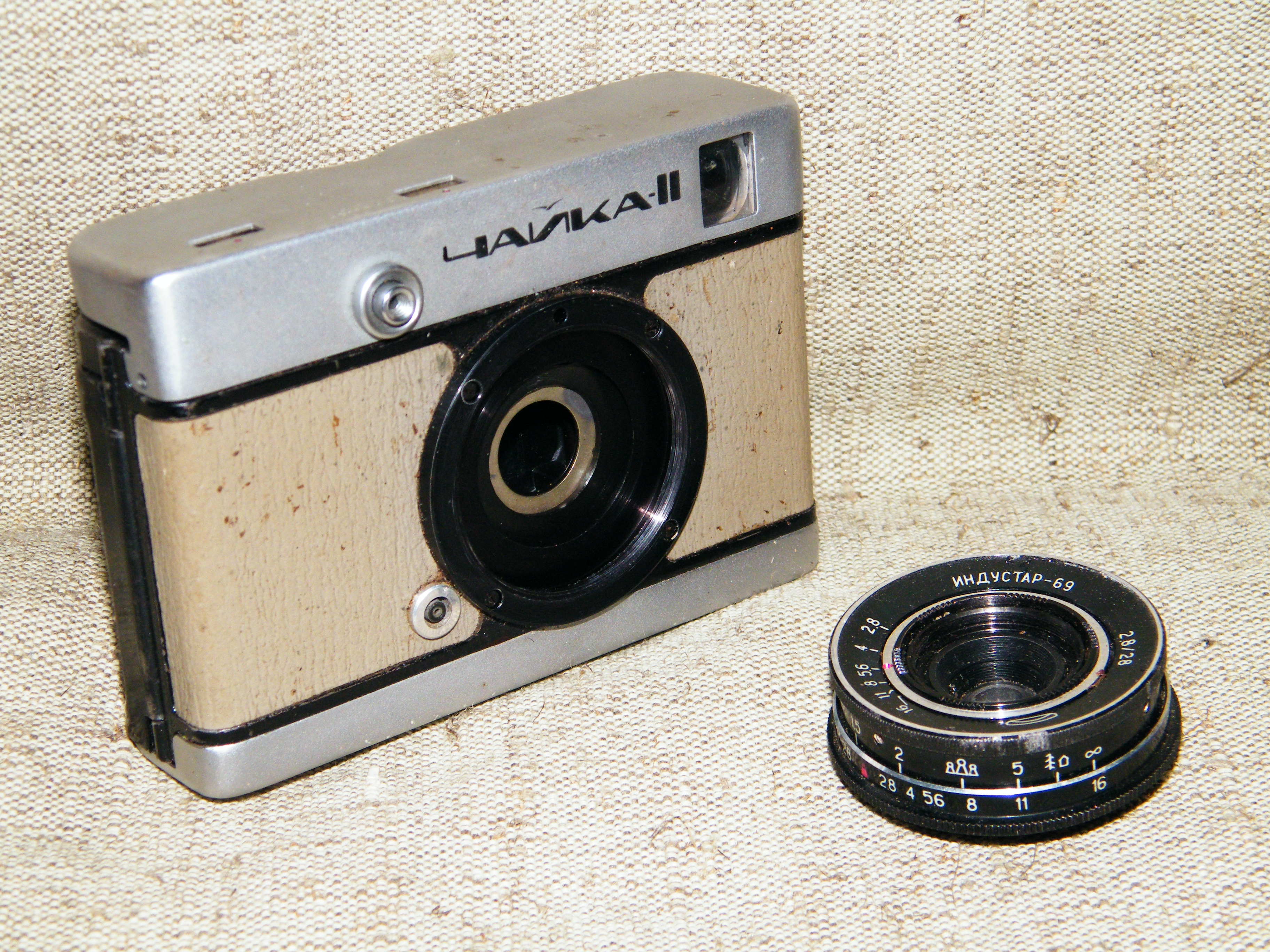
«Чайка-2» со снятым объективом
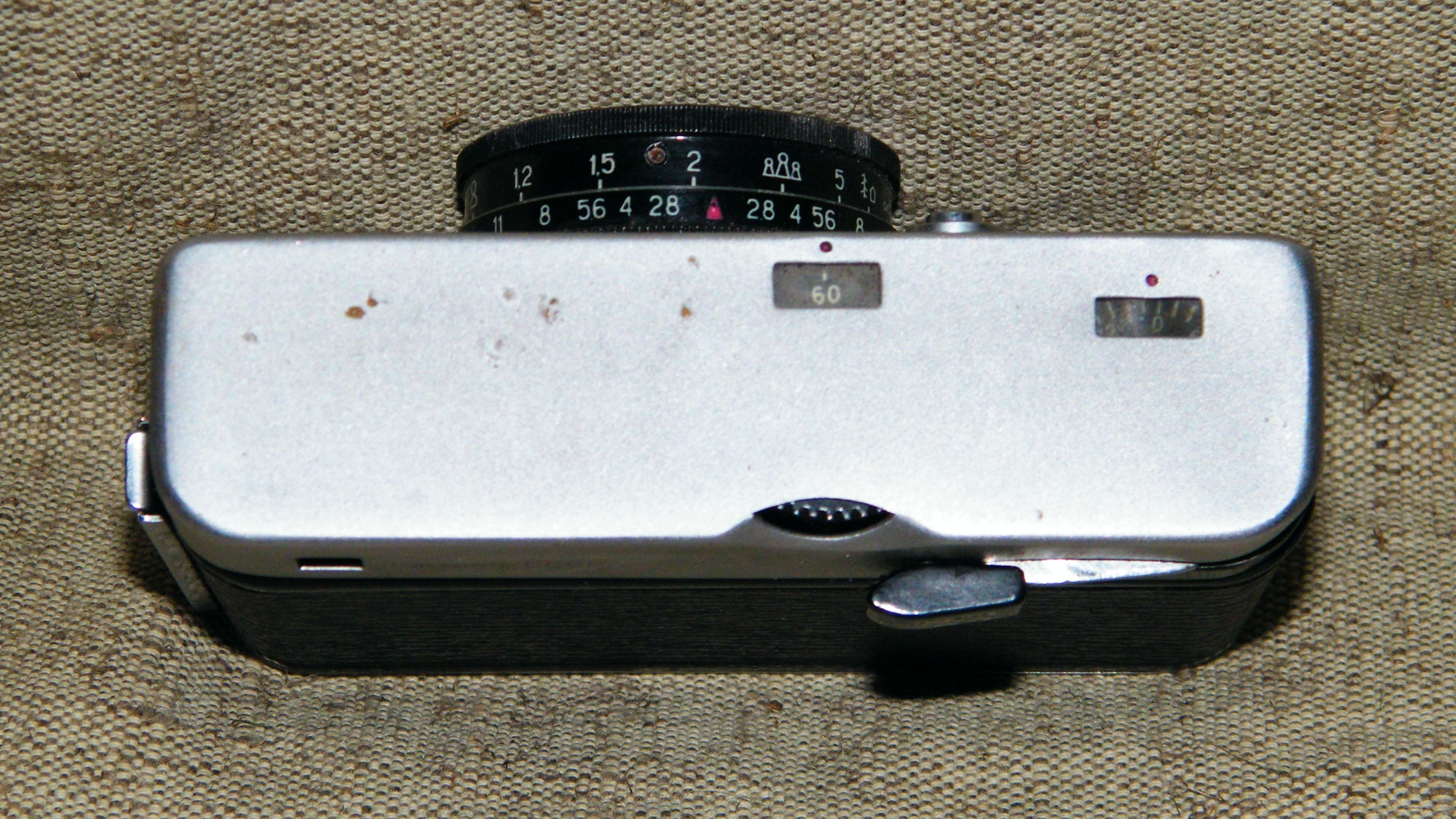
Верхняя панель
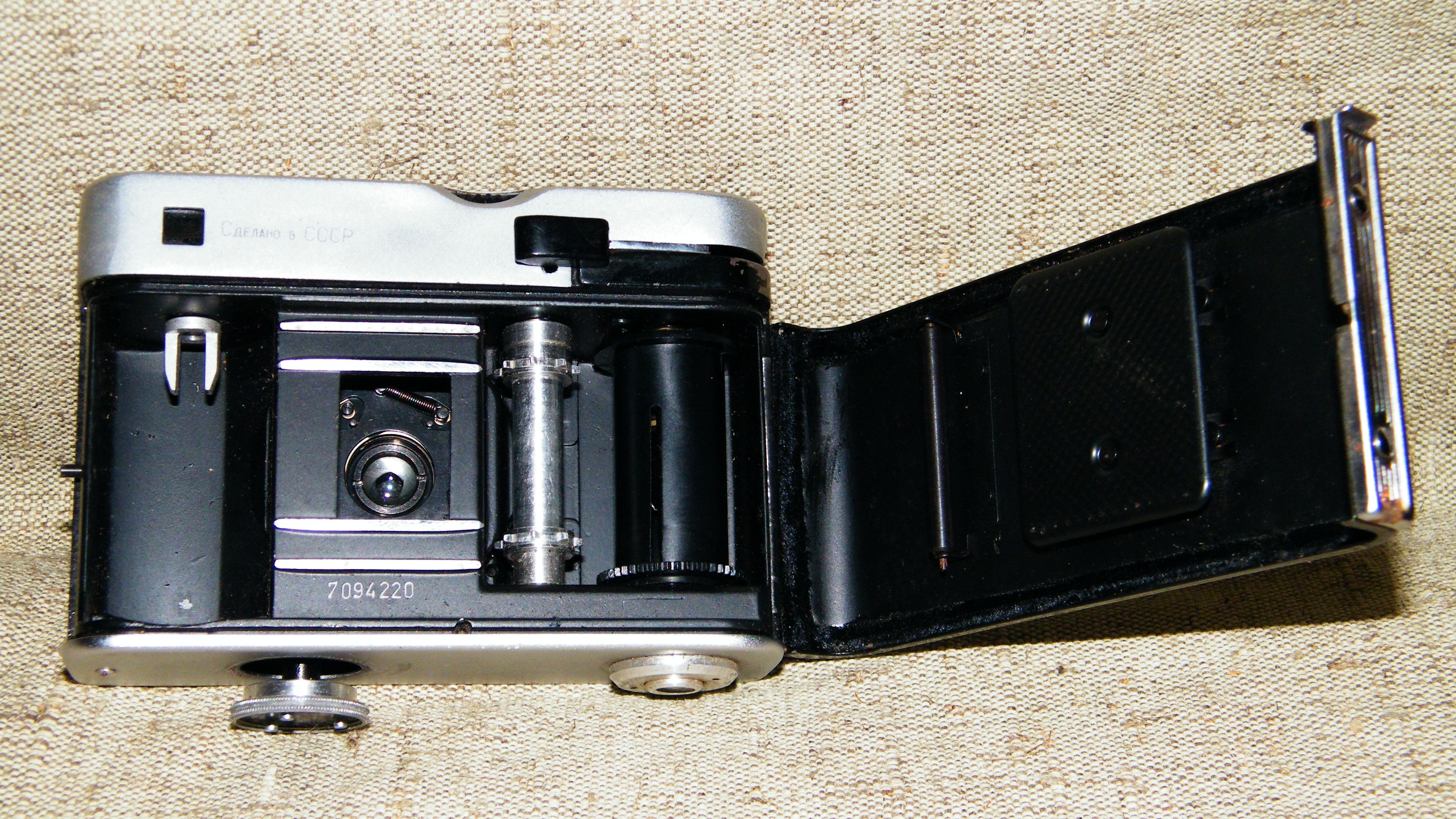
Задняя стенка открыта
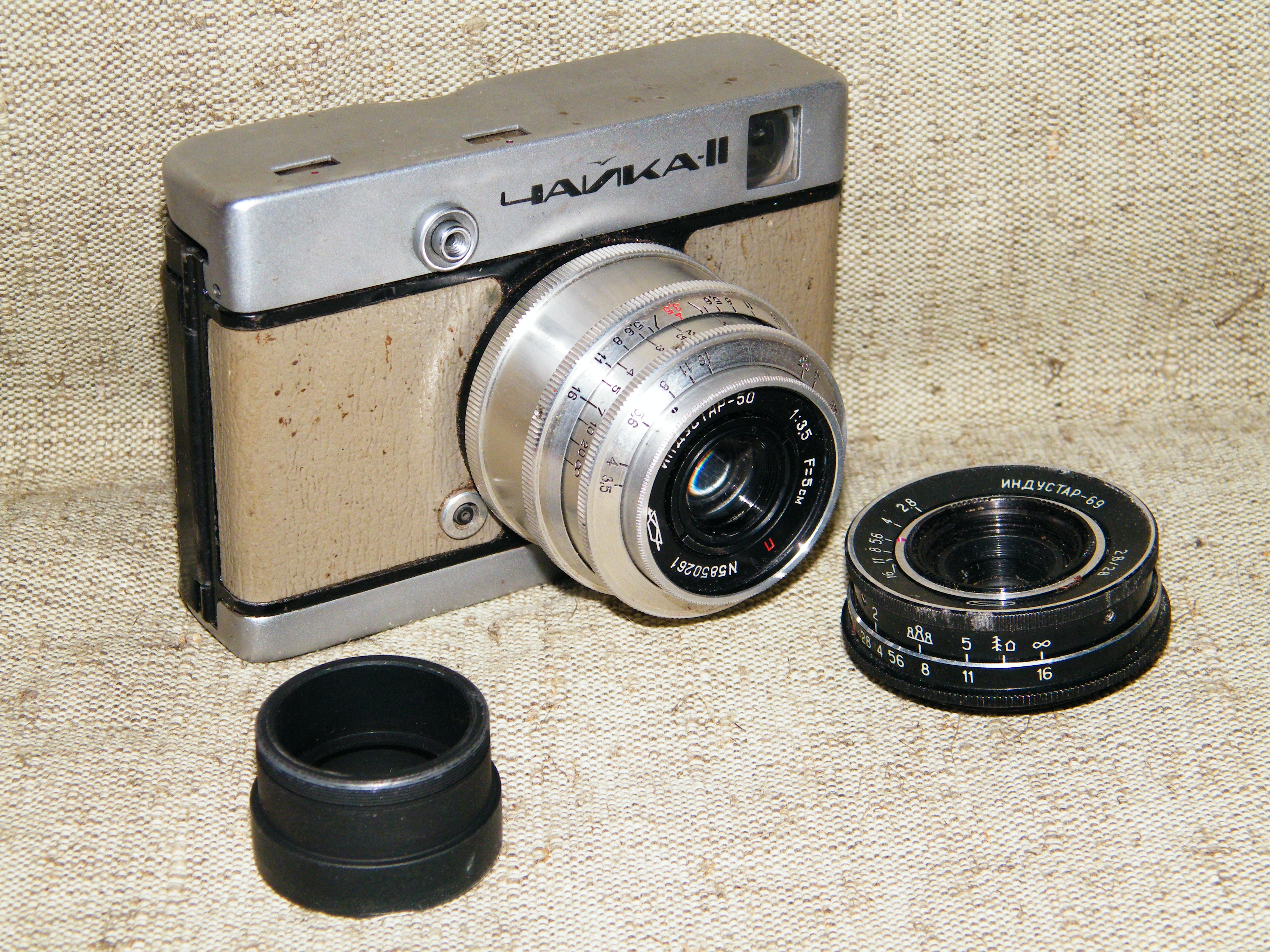
Установлен «дальномерный» объектив «Индустар-50» (демонтировано кольцо толкателя рычага дальномера, установлена шайба между объективом и корпусом камеры)